# Ty Hardin
Ty Hardin, geboren als Orton Whipple Hungerford II (New York, 1 januari 1930 – Huntington Beach, 3 augustus 2017), was een Amerikaanse acteur, die vanaf eind jaren 1950 tot begin jaren 1970 voornamelijk met televisieseries als Bronco en Riptide, maar ook meer belangstelling wekte door zijn deelname aan enkele spaghettiwesterns en door zijn huwelijk met de voormalige Duitse Miss Universe Marlene Schmidt.

## Biografie
De moeder van Hardin scheidde toen hij vijf was en nam hem mee naar Texas, waar hij de bijnaam 'Ty' kreeg omdat hij naar verluidt zo wild was als een tyfoon. Begin jaren 1950 trad hij toe tot de United States Air Force, werd piloot, nam deel aan de Koreaanse oorlog en was korte tijd in Duitsland gestationeerd. Hij was een goede atleet en ontving een sportbeurs na zijn pensionering bij de luchtmacht en speelde ook onder de legendarische voetbalcoach Bear Bryant aan de Texas A&M University. Na zijn afstuderen werkte hij als ingenieur bij Douglas Aircraft Company in Santa Monica (Californië).
In zijn vrije tijd nam hij deel aan amateur-dramagroepen. Vanaf 1958 nam de 1,88 meter grote playboy deel aan kleine rollen in onbeduidende filmproducties. Hij voltooide zijn rollen onder de naam Ty Hungerford, maar zijn naam werd meestal niet genoemd in de openings- of aftiteling van de films.
Hij kreeg zijn eerste grote rol toen Clint Walker, die het titelpersonage Cheyenne Bodie speelde in de populaire westerse televisieserie Cheyenne, om een hoger bedrag vroeg, maar Warner Bros. weigerde. Omdat Walker aanvankelijk niet tekende voor verdere afleveringen, vertegenwoordigde Hardin hem om zo te zeggen als Bronco Layne in de volgende afleveringen van de serie. Walker tekende onder druk een nieuw contract. De rol van Bronco Layne was zo populair geworden bij het publiek dat er een aparte serie genaamd Bronco voor hem werd gemaakt. Hierdoor wisselden beide series wekelijks op dinsdagavond af. Ty Hungerford kreeg de artiestennaam Hardin, gebaseerd op de echte revolverheld John Wesley Hardin.
In april 1962, na 68 afleveringen, werd de serie stopgezet. Ty Hardin keerde terug naar speelfilms. Het lukte hem echter niet om deel te nemen aan eersteklas producties. De enige uitzondering was zijn deelname aan de goed bezette film The Last Battle, waar hij te zien was aan de zijde van Henry Fonda, Telly Savalas en Charles Bronson. Hij speelde de slechterik luitenant Schumacher, die met sabotagemethoden de geallieerden probeerde te ondermijnen. In 1968 speelde Hardin de hoofdrol van Moss Andrews in de televisieserie Riptide, waarvan 26 afleveringen zijn gefilmd in Australië en die ook erg populair werd in Duitsland. Vanaf de jaren 1970 nam het acteeraanbod voor Hardin aanzienlijk af. Hij was voor het laatst voor de camera in 2011 voor de komedie Head Over Spurs in Love.
In de jaren 1970 maakte hij korte tijd naam als prediker van evangelisatieheiligheid en werd toen de leider van de Arizona Patriots, een antisemitische organisatie met onbuigzame wapens. Toen Hardin halverwege het decennium in de problemen kwam met de belastingdienst, richtte hij het Common Law Institute op, dat onder meer een Patriot Handbook publiceerde. In 1986 deed de FBI een inval in de organisatie en nam een aanzienlijke verzameling wapens en verschillende publicaties van de Arische Naties in beslag, die ook antisemitische en racistische standpunten vertegenwoordigen. Hardin verliet toen Arizona en verhuisde ondertussen naar de staat Washington.
Tijdens het filmen van Riptide, besloot hij met zijn vierde vrouw Fay in Sydney te blijven. Hij opende een motorwinkel in een buitenwijk van Brookvale. Daarna verbleef hij enkele jaren in Europa voordat hij terugkeerde naar de Verenigde Staten.

## Privéleven
Hardin is acht keer getrouwd, voor het laatst in augustus 2007, en werd tien keer vader. Van 1962 tot 1966 was hij in het derde huwelijk getrouwd met Marlene Schmidt, die in 1961 ook Miss Universe werd; met haar had hij een dochter. De zevende vrouw van Hardin, Judy McNeill, verhuisde ook in het openbaar van 1978 tot 2007. In de jaren 1960 was ze een fotomodel voor cosmetische producten van Maybelline. Later stond ze ook model voor badpakken gebaseerd op de creaties van Oleg Cassini. Met haar heeft Hardin drie kinderen, drie stiefkinderen en zeven kleinkinderen.
Na zijn laatste huwelijk woonde hij in Huntington Beach, Californië, waar hij golf speelde en zijn memoires schreef.

## Filmografie
- 1958: I Married a Monster from Outer Space
- 1958–1962: Bronco (Amerikaanse westernserie, een uitloper van de serie Cheyenne)
- 1959: Last train from Gun Hill
- 1961: Merrill's Marauders
- 1962: The Chapman Report
- 1963: Palm Springs Weekend
- 1963: PT 109
- 1963: Wall of Noise
- 1964: L'uomo della valle maledetta
- 1965: Battle of the Bulge
- 1966: Pampa salvaje
- 1967: Custer of the West
- 1967: Berserk
- 1967: King of Africa
- 1967: Bersaglio mobile
- 1968–1969: Riptide (tv-serie)
- 1970: On the Trail of Johnny Hilling, Boor and Billy (tv-serie)
- 1970: Sei jellato amico, hai incontrato Sacramento
- 1970: Rekvijem
- 1971: Quel maledetto giorno della resa dei conti
- 1971: The Last Rebel
- 1971: Aquasanta Joe
- 1971: Il giorno del giudizio
- 1972: Sei jellato amico… hai incontrato Sacramento
- 1972: Avanti!
- 1973–1974: Arpad le tzigane (tv-serie)
- 1977: Fire! (tv-film)
- 1981: Love Boat (tv-serie, 1 aflevering)
- 1988: Born Killer
- 1997: Noi siamo angeli (tv-serie, 2 afleveringen)
- 2011: Head Over Spurs in Love